# Bjæverskov Sogn
Bjæverskov Sogn er et sogn i Køge Provsti (Roskilde Stift).
I 1800-tallet var Bjæverskov Sogn anneks til Lidemark Sogn. Begge sogne hørte til Bjæverskov Herred i Præstø Amt. Hvert af dem dannede sin egen sognekommune. Både Lidemark og Bjæverskov var i 1966 med i den frivillige kommunesammenlægning, som ved kommunalreformen i 1970 blev til Skovbo Kommune. Den indgik ved strukturreformen i 2007 i Køge Kommune.
I Bjæverskov Sogn ligger Bjæverskov Kirke. Den nævnes sammen med Højelse Kirke en passant i Martin A. Hansens novelle Paa Vognbunden.
I sognet findes følgende autoriserede stednavne:
- Bjæverskov (bebyggelse, ejerlav)
- Dalmose (bebyggelse)
- Duehuse (bebyggelse)
- Græsmark (bebyggelse)
- Gummersmarke (bebyggelse, ejerlav)
- Kulerup (bebyggelse, ejerlav)
- Kulerup Enghave (bebyggelse)
- Lundsgårde (bebyggelse)
- Skulkerup Skov (areal)
- Spanager (bebyggelse, ejerlav)
- Vemmedrup (bebyggelse, ejerlav)
- Vindegårde (bebyggelse)
- Yderholm (bebyggelse)